# Heinzwinkel

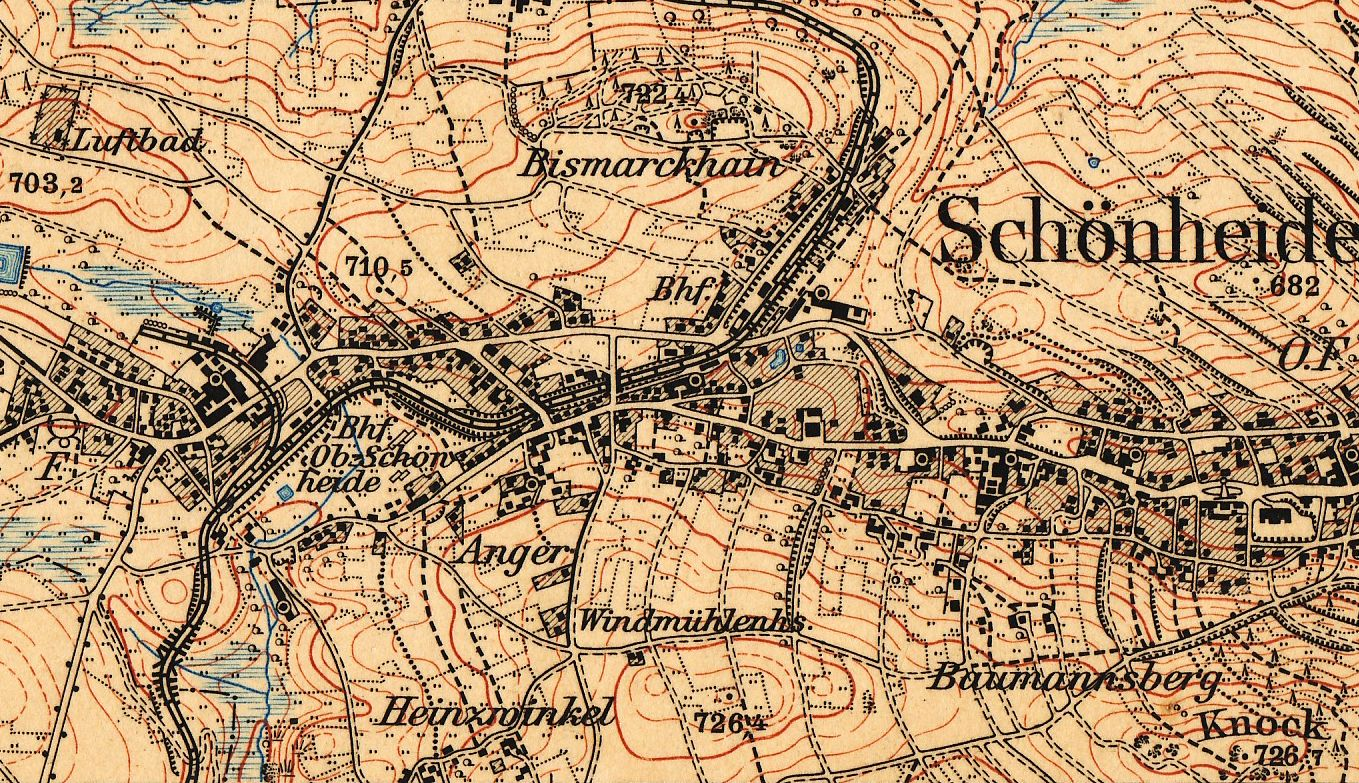
Der Heinzwinkel als südwestlicher Ortsteil

Der Heinzwinkel ist ein Ortsteil der im westlichsten Zipfel des sächsischen Erzgebirges gelegenen Gemeinde Schönheide (Erzgebirgskreis).

## Lage
Dieser Ortsteil liegt im südwestlichen Teil von Schönheide, wird durch die Wiesenstraße erschlossen und hat etwa 30 Wohngebäude, die Hälfte davon sind Datschen. Süd-süd-östlich des Ortsteils Heinzwinkel erhebt sich ein Berg, im örtlichen Volksmund Schuchhübel genannt, der mit 727,9 Metern die benachbarten östlich des Heinzwinkel liegenden Berge Baumannsberg und Knock (beide mit 725,5 Metern gleich hoch) überragt. In Landkarten ist er aber, anders als die beiden genannten niedrigeren Berge, ohne Namen nur mit seiner Höhe eingetragen. Gleichwohl ist der Schuchhübel der höchste der ortsnahen Berge südlich von Schönheide bis zur Zwickauer Mulde.
Das Gebiet liegt nach der Naturraumkarte von Sachsen in der Mesogeochore „Schönheider Hochflächen“ (Mittlere sehr feuchte Berglagen, Niederschlag im Jahr von 800 bis 1100 mm, Jahresdurchschnittstemperatur 5,5 bis 6 °C) und gehört zur Mikrogeochore „Schönheider Kuppengebiet“.

## Name

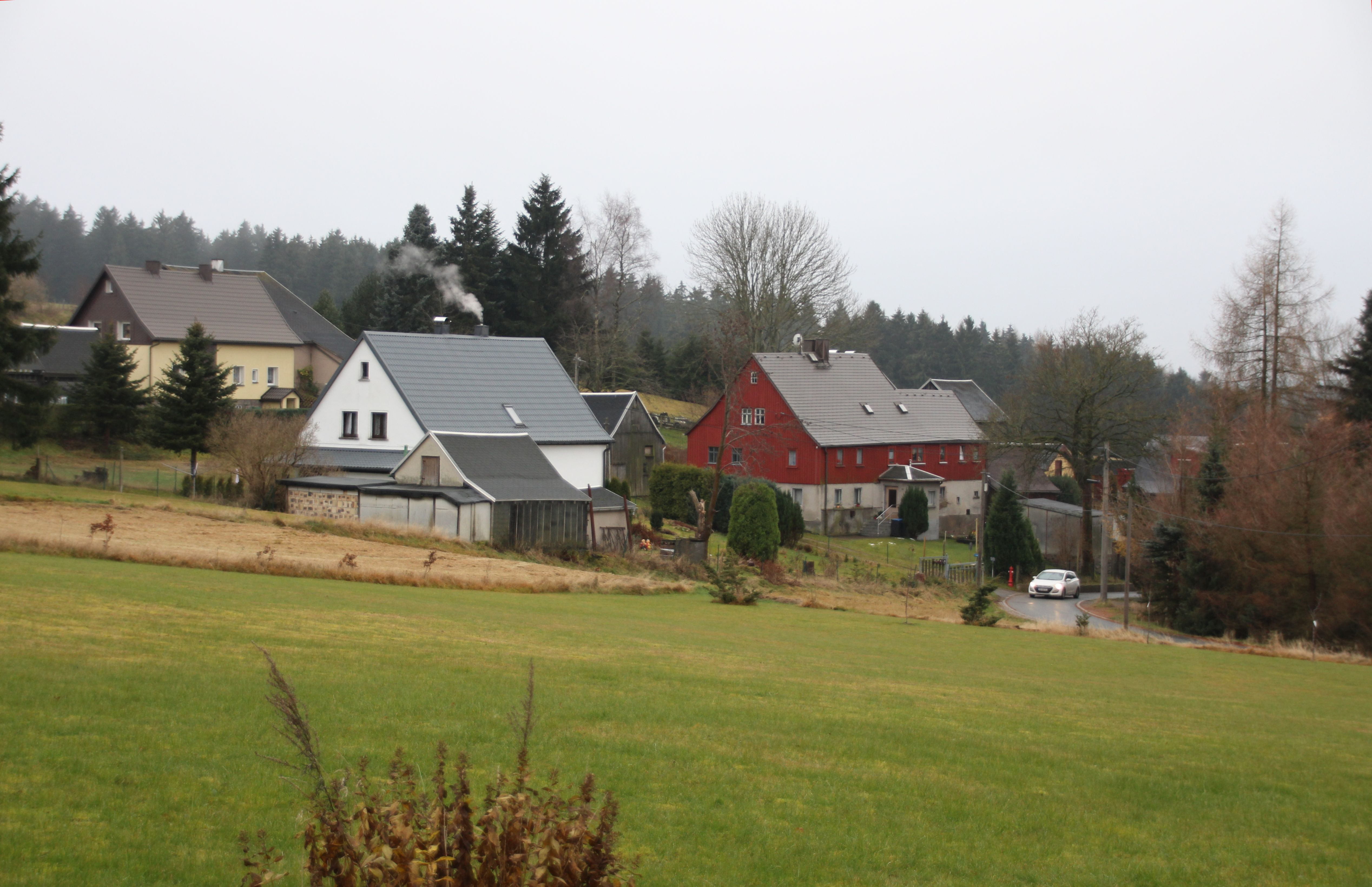
Frühere Bauernhäuser am Ostrand

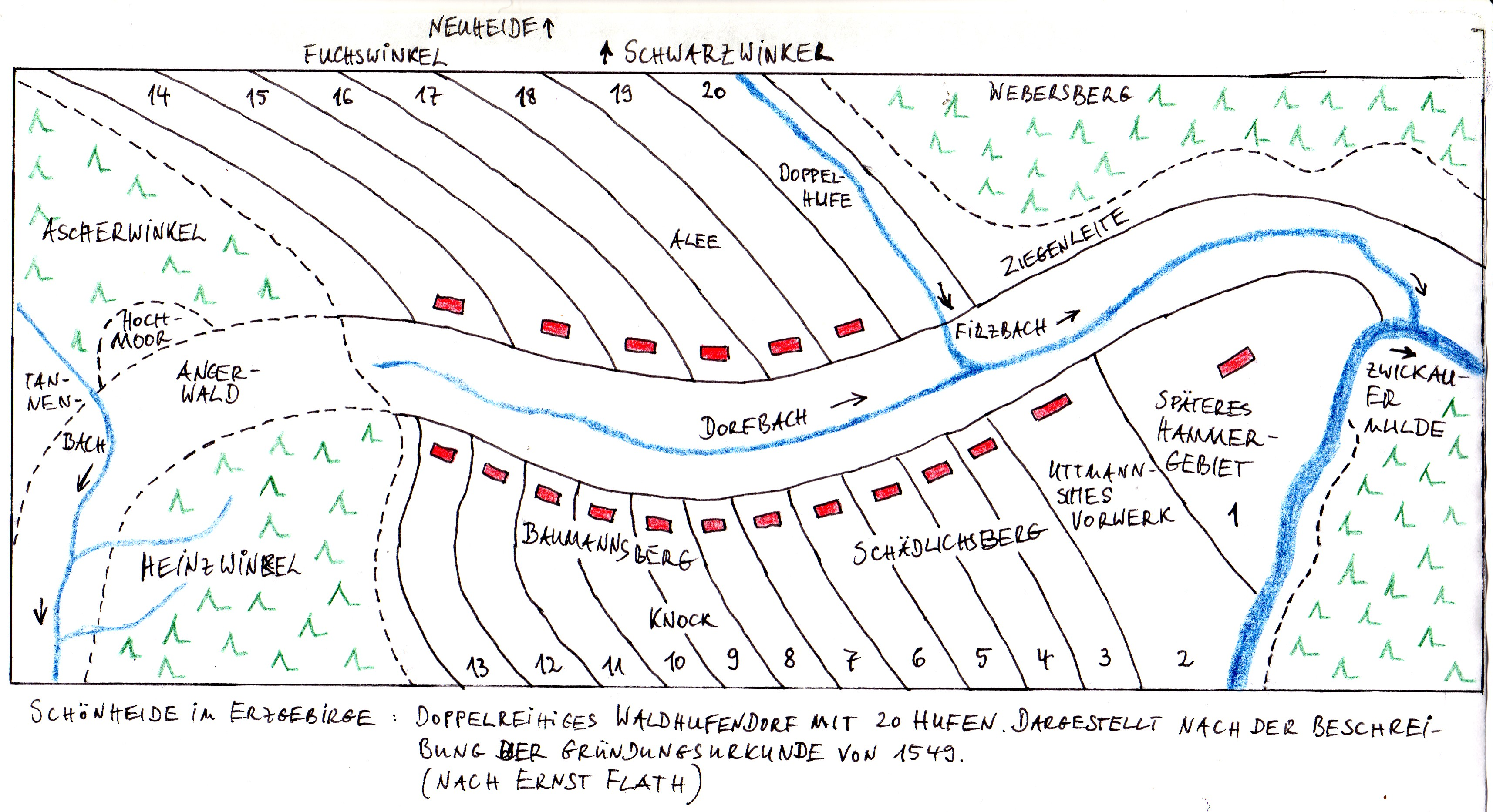
Der Heinzwinkel war zur Zeit der Besiedlung Schönheides in der Mitte des 16. Jahrhunderts noch Wald.

Den ersten Teil der Bezeichnung Heinzwinkel hält der Autor Ernst Flath, der eine etwa 1909 erschienene Geschichte Schönheides verfasste, für den Namen des ersten Siedlers. Das Blatt 195 des Berliner Exemplars der Meilenblätter von Sachsen von 1791 belegt im Westen von Schönheide eine kleine Häusergruppe mit dem Namen „Hayns Winckel“. Dies gilt auch für das Freiberger Exemplar. Die sächsische Äquidistantenkarte aus dem Jahr 1876 verwendet den Namen „Heinzewinkel“. „Winkel“ als Bezeichnung eines Ortsteils gibt es in der Gemeinde Schönheide mehrfach: Ascherwinkel, Fuchswinkel, Heinzwinkel, Schwarzwinkel (früher Marquartswinkel). Siegfried Sieber bezeichnet diesen Begriff als alten Flurnamen. Dies findet eine Bestätigung im Deutschen Wörterbuch der Gebrüder Grimm, wonach der Begriff „Winkel“ „häufig in orts- und flurnamen zur bezeichnung von zwischen bergen, wäldern und fluszkrümmungen einbiegenden landstücken“ zu finden sei.

## Geschichte und Siedlungsentwicklung
Der Siedlungsbeginn von Schönheide wird auf 1537 datiert. In der Gründungsurkunde für Schönheide, dem sogenannten Befreiungsbrief vom 20. März 1549jul. des Balthasar Friedrich Edler von der Planitz, wird die Lage der Doppel-Hufen als einerseits vom Dorfbach nördlich bis zum Filzbach und andererseits südlich bis zur Zwickauer Mulde reichend beschrieben. Die zwanzig Hufen der Gründungsphase reichten vom östlichen Dorfrand bis etwa zum Quellbereich des Dorfbachs. Das weiter westlich und höher gelegene Gebiet blieb, soweit es bewaldet war, zunächst ungerodet und wurde als Hochmoor nicht landwirtschaftlich genutzt. Dies gilt auch für das Gebiet des späteren Ortsteils Heinzwinkel. Wann dessen Besiedlung im Zuge der weiteren Entwicklung des Dorfs Schönheide begann, ist ungeklärt. 1836 beschreibt das Neue alphabetische Orts-Verzeichnis des Königreichs Sachsen den Heinzwinkel als „Ortstheil“ und „ist eine abgesonderte Häusergruppe, zur Commun Schönheida gehörig“. In den Spalten Zahl der Wohngebäude und Einwohner finden sich keine Angaben. Albert Schiffner zählt in seinem 1840 herausgebrachten Werk Beschreibung von Sachsen den „Heinzwinkel“ zu den abgelegenen Häusergruppen Schönheides. Weil der Ortsteil „Heinzewinkel“ „von dem eigentlichen Complexe des enger zusammengebauten Dorfes in größerer Entfernung abgelegen und in sich selbst zerstreuter erbaut worden“ ist, wurde er von dem Verbot von Schindel-, Stroh- und Rohrdächern befreit, das in Sachsen für Städte „und auf dem Land“ durch „Verordnung, baupolizeiliche Maßregeln zu Abwendung von Feuersgefahr betreffend vom 11. März 1841“ eingeführt wurde. 1846 wird der Ortsteil als zu Schönheide gehörend bezeichnet. Etwa 1848 erwähnt Albert Schiffner in seinem Werk „Führer im Muldenthale“ den Ortsteil, er gehöre zu den „Häuser-Gruppen, die sich in den Nebenschluchten und auf den Höhen verstreuen“.
Bis in die Zeit nach dem Zweiten Weltkrieg gab es nur einige kleine Bauernhöfe. In der DDR-Zeit entstanden am Westrand etwa 15 Datschen, die auf Eigentumsgrundstücken stehen.
In einem schlossähnlichen Haus wohnte eine mit Spitznamen genannte „Schlosshannel“ (Frau Oschatz, Vorname Hannel).

## Naturgebiet

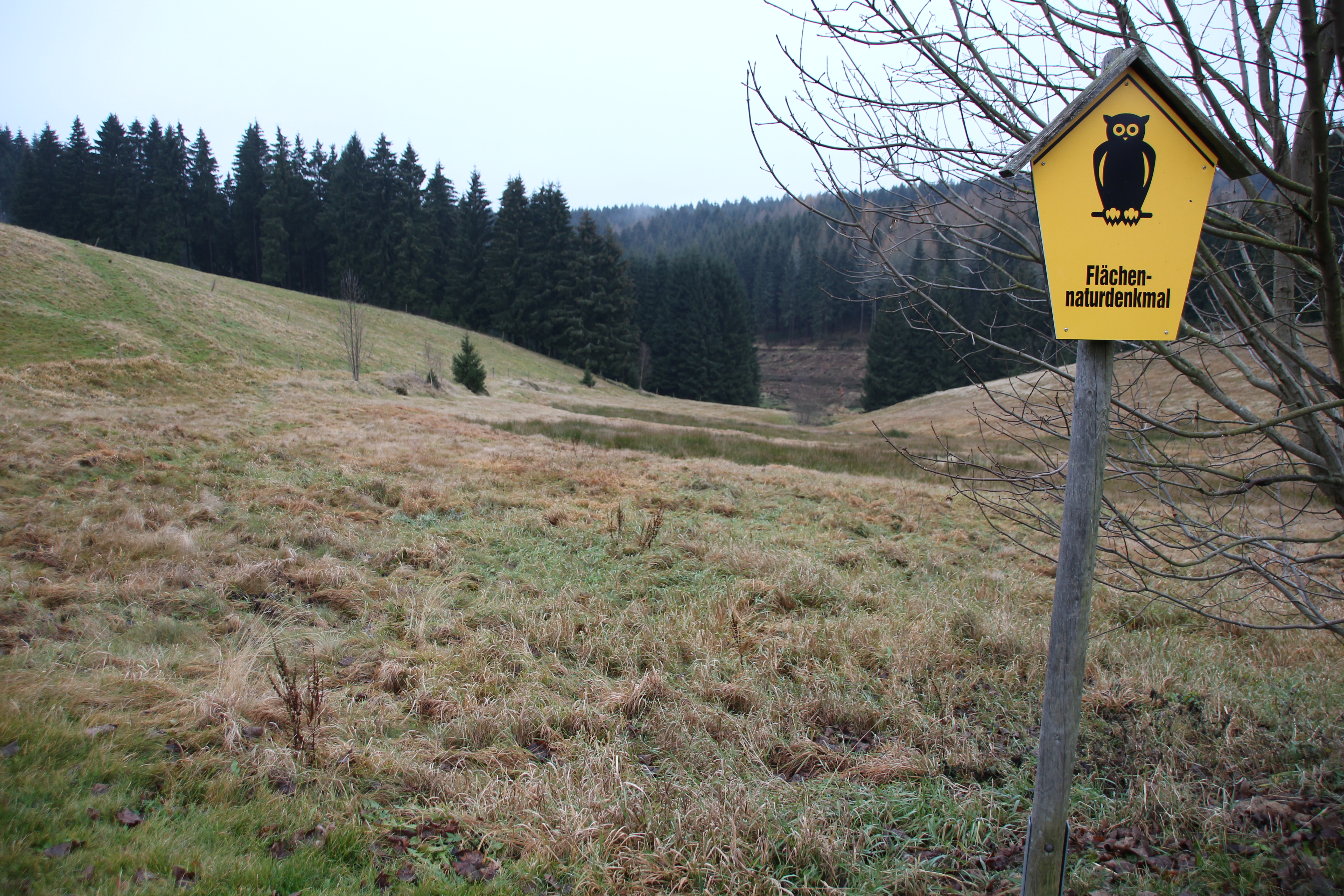
Flächennaturdenkmal am Tannenbachhang

An die Bebauung des Ortsteils grenzt Teilgebiet 1 des Natura 2000-Gebietes „Bergwiesen um Schönheide und Stützengrün“ (SCI- deutsche Meldenummer 5441-303). Dies ist eine 6,3 Hektar große Naturfläche von europäischer Bedeutung. Sie liegt westlich und südlich des Ortsteils Heinzwinkel. Das Gebiet erstreckt sich den Hang hinunter bis zum Tannenbach. Es umfasst im nördlichen Teil „verschiedene Komplexe aus Bergwiesen und Magerbiotopen wie Borstgrasrasen, offenen Felsfluren/Felsbildungen sowie Berg- und Felsheide“ und im südlichen Teil „verschiedene Komplexe aus Bergwiesen und Nassbiotopen wie Nasswiesen, Kleinseggenrieder, Röhrichte, z. T. mit naturnahem Mittelgebirgsbach und naturnahem ausdauerndem Kleingewässer“. Als Lebensraumtyp nach der FFH-Richtlinie sind bei der Kartierung im nördlichsten Teil Berg-Mähwiesen (Lebensraumtyp 6520) in gutem Erhaltungszustand festgestellt worden, nach Süden gefolgt von Berg-Mähwiesen in mittlerem bis schlechtem Erhaltungszustand, dem weiter nach Süden ein breiter Streifen in hervorragendem Erhaltungszustand folgt. Der überwiegende Teil des FFH-Kerngebietes, insbesondere der große südlichste Teil ist im Zuge der Kartierung als in gutem Erhaltungszustand bewertet worden. In diesem südlichen Teil sind zwei Flächen mit „Feldgehölzen, Gebüsch, Hecken“ bestanden. Am Rand des Tannenbach-Talgrundes findet sich der wegen seiner Seltenheit in der FFH-Richtlinie als „prioritärer Lebensraumtyp“ eingestufte Typ 6230 – Artenreiche Borstgrasrasen. Die Kartierung ergab, dass er 2011 in „hervorragendem Zustand“ war.
Der Landkreis Aue-Schwarzenberg als Vorläufer des Erzgebirgskreises stellte die zum Tannenbach hin abfallende Bergwiese als Flächennaturdenkmal Heinzwinkel im Jahr 1999 unter Schutz. Hierauf weist ein Schild am Rand der Straße hin. Bedeutung und Schutzhinweise sind darauf nicht angegeben.
Etwas westlich des Flächennaturdenkmals gab es von um 1928 bis in die 1990er Jahre eine Skisprungschanze, die „Weinbergschanze“ genannt wurde.

## Galerie

Heinzwinkel in historischen Karten und zu Beginn des 21. Jahrhunderts
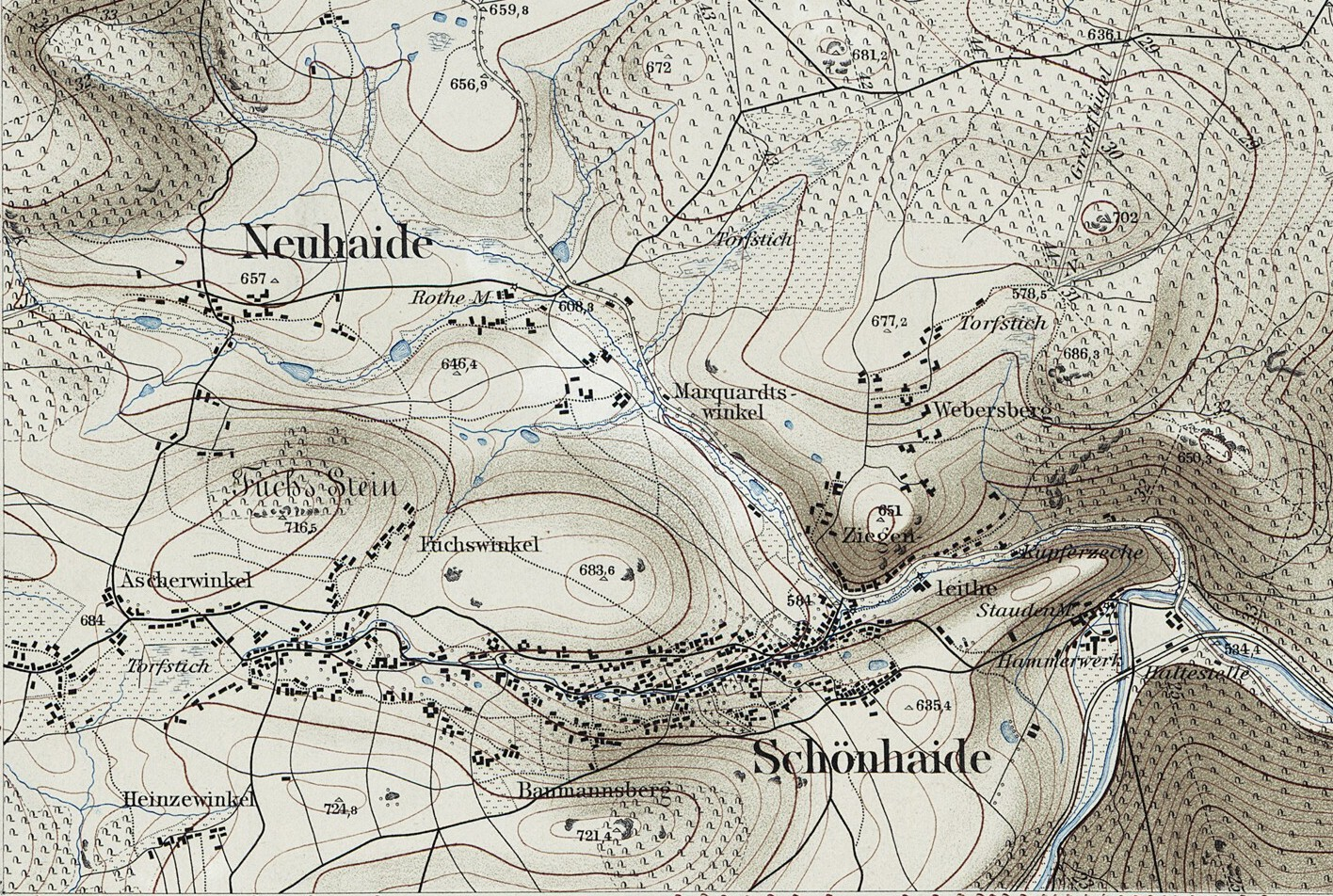
1876: Heinzewinkel
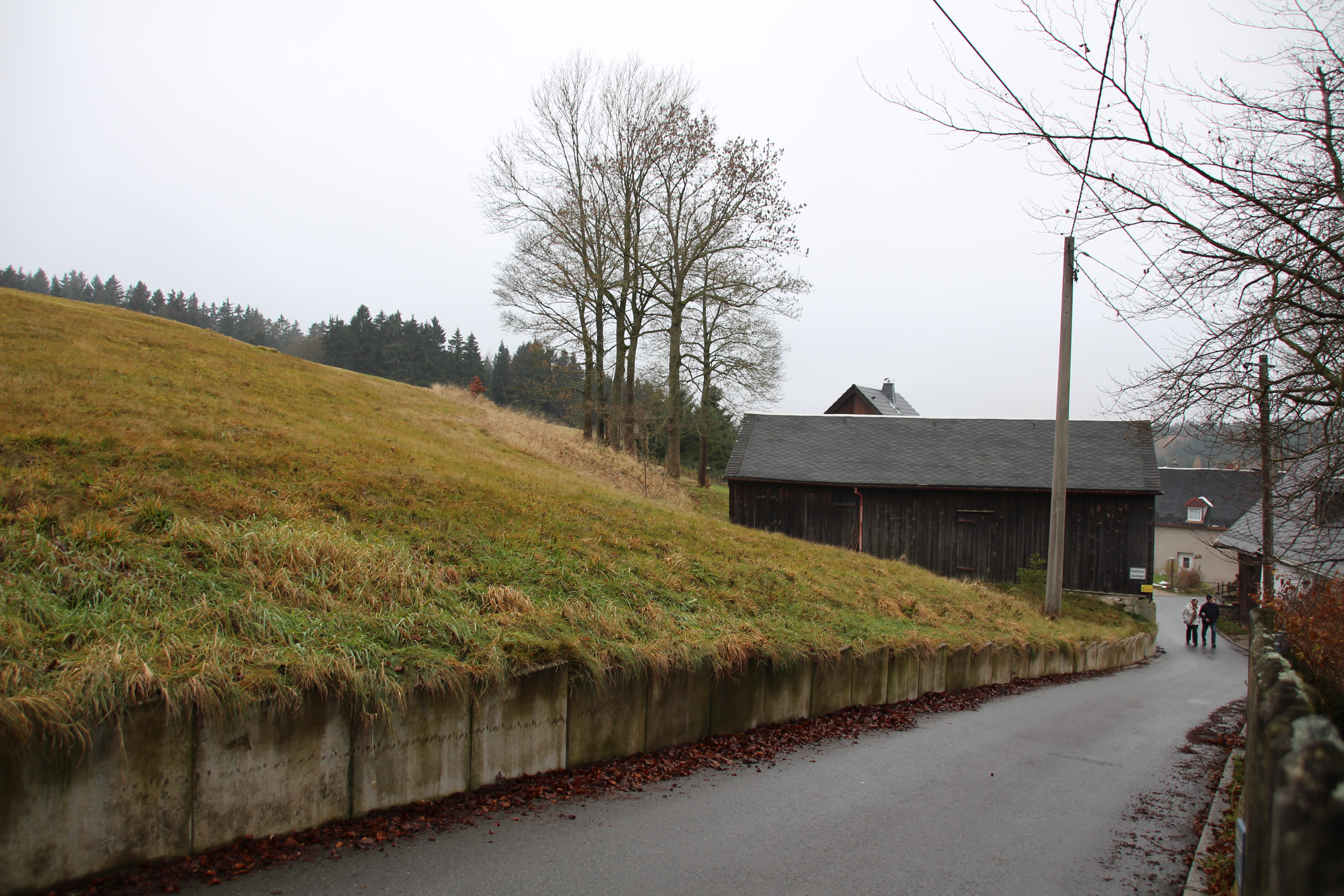
Wiesenstraße als schmale Erschließung
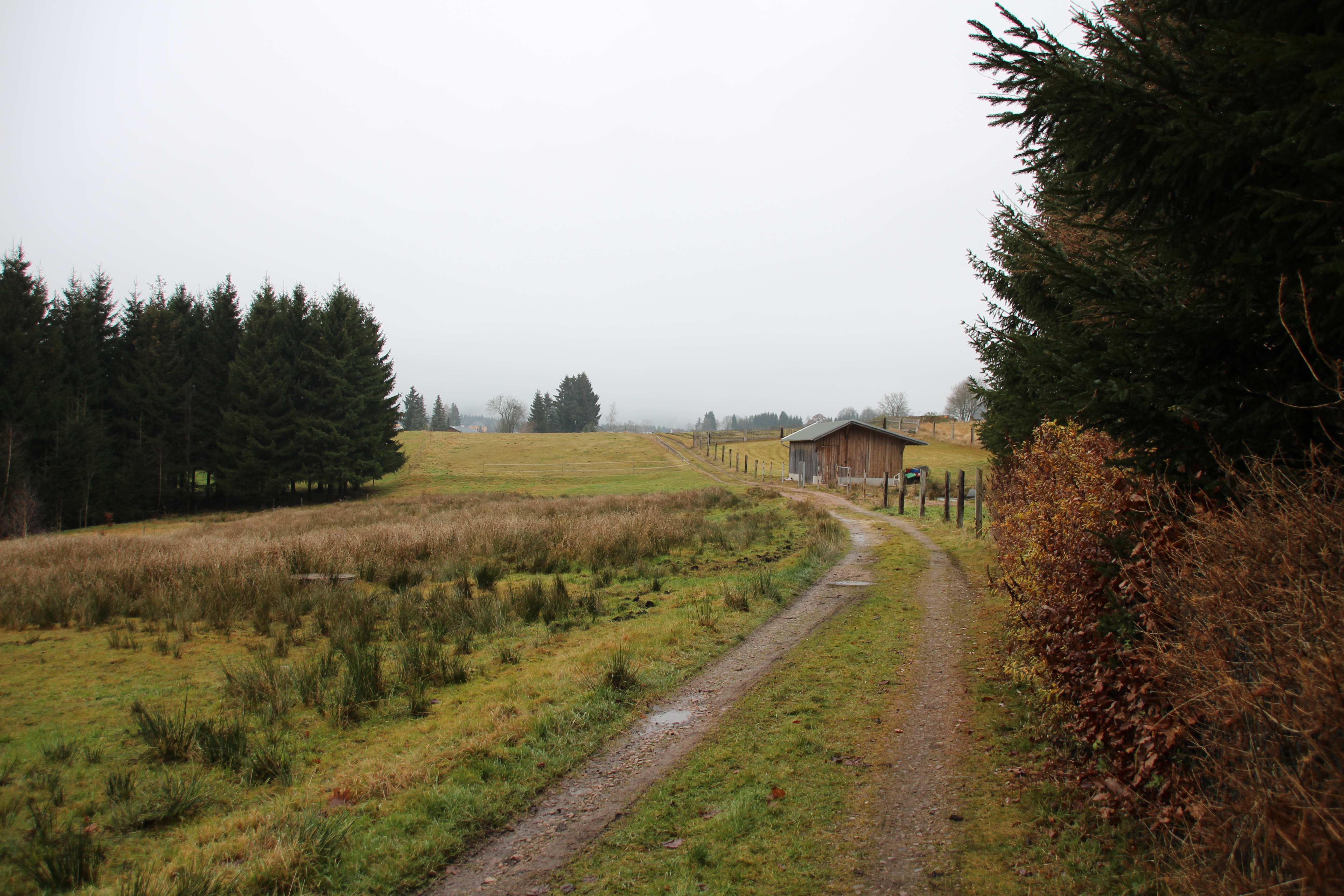
Bauernland – heute teilweise bewaldet
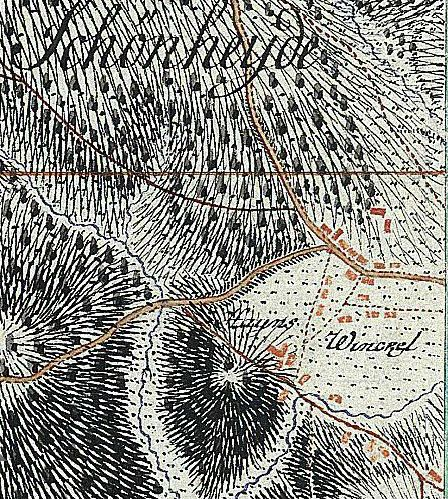
1791: Hayns Winckel
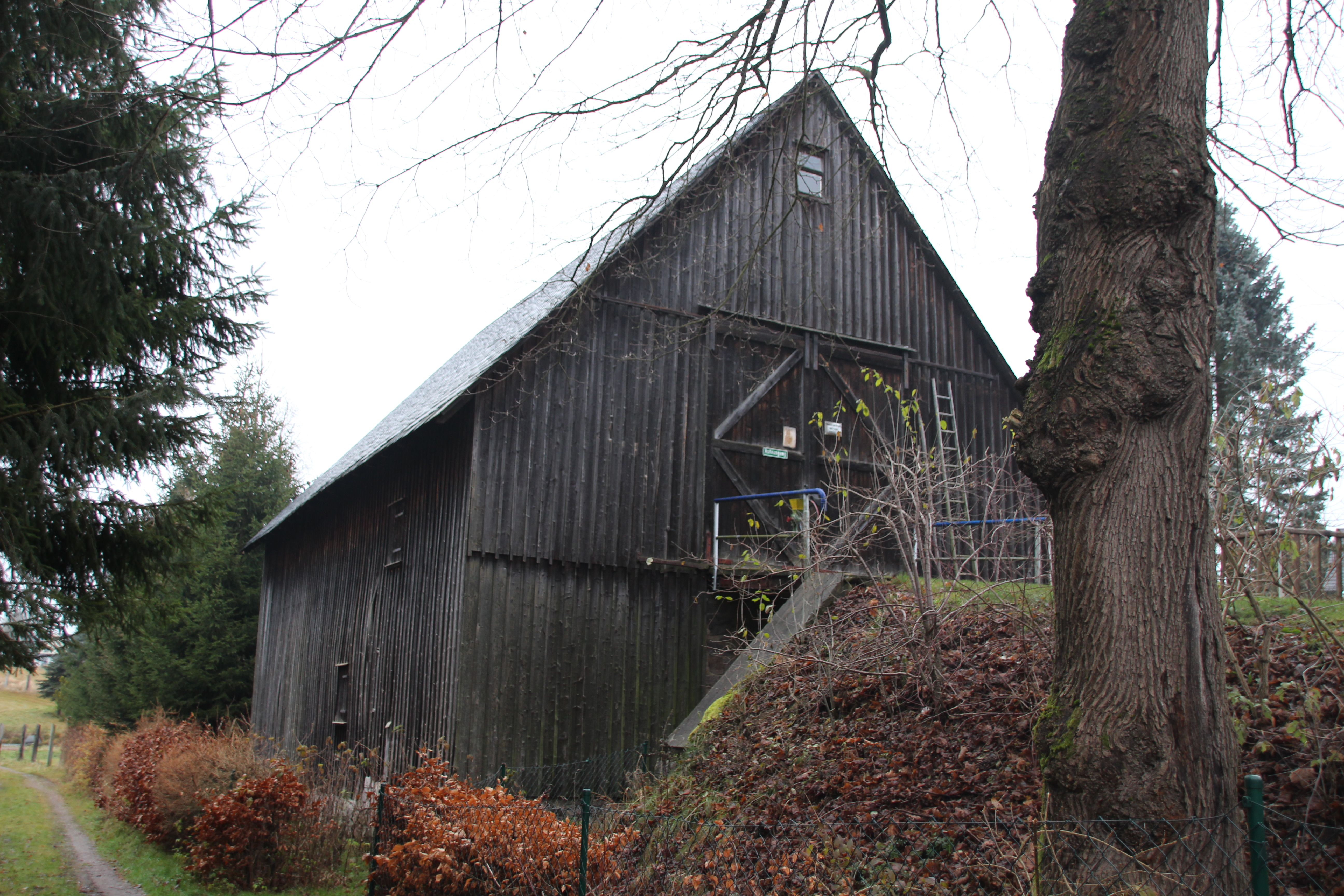
Alte Scheune mit Hocheinfahrt
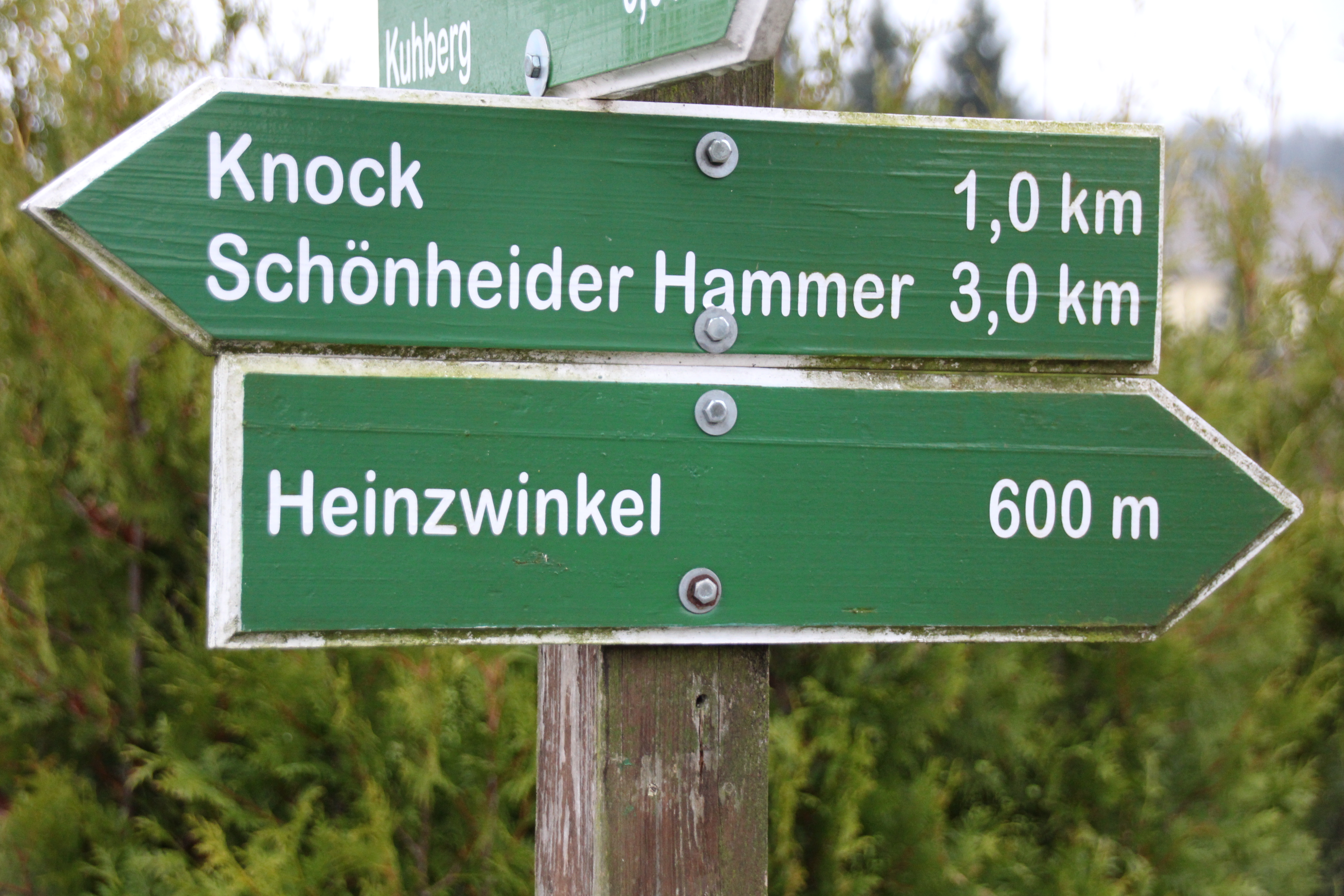
Heinzwinkel als Wanderziel
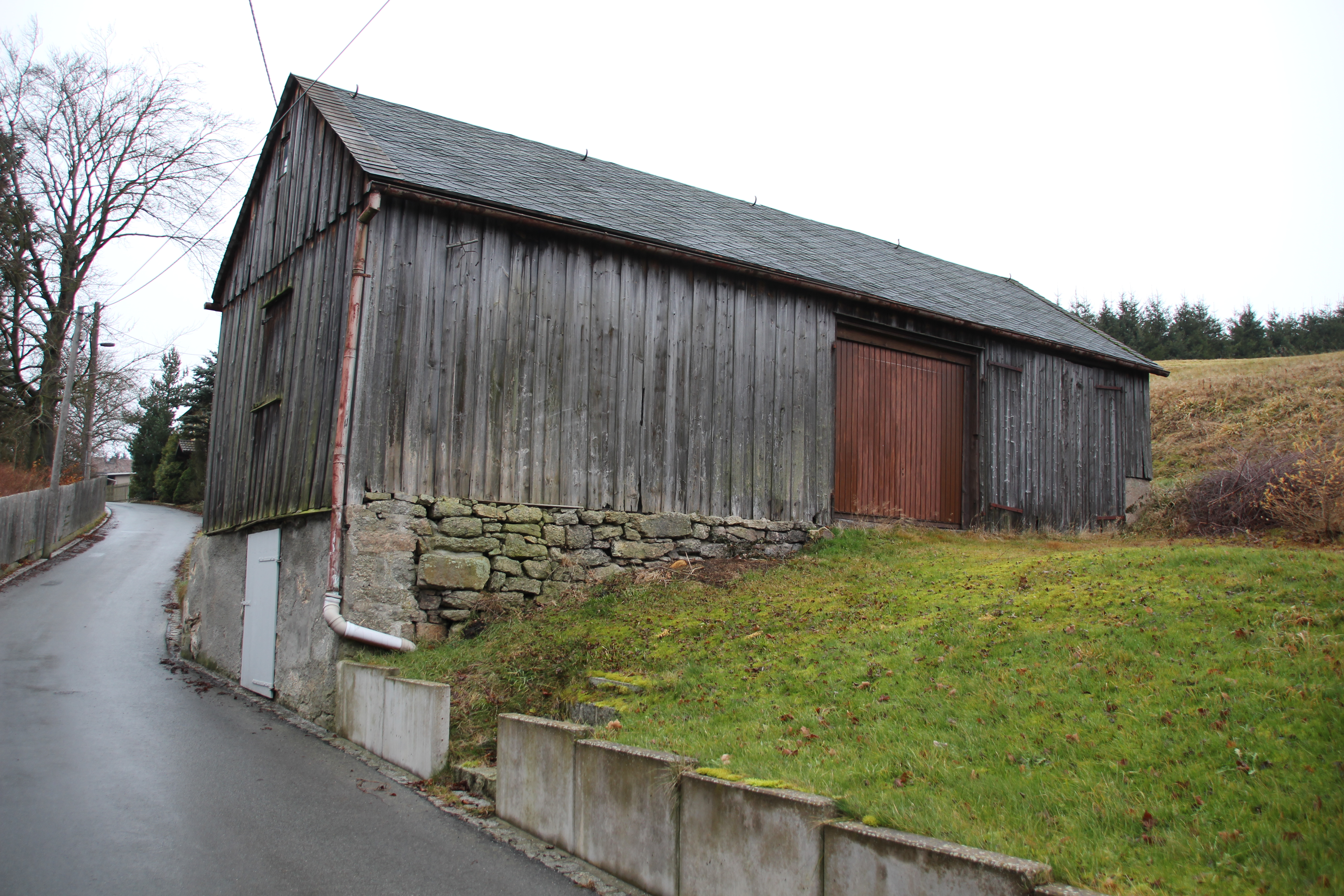
Kleine Scheune mit Halbkeller
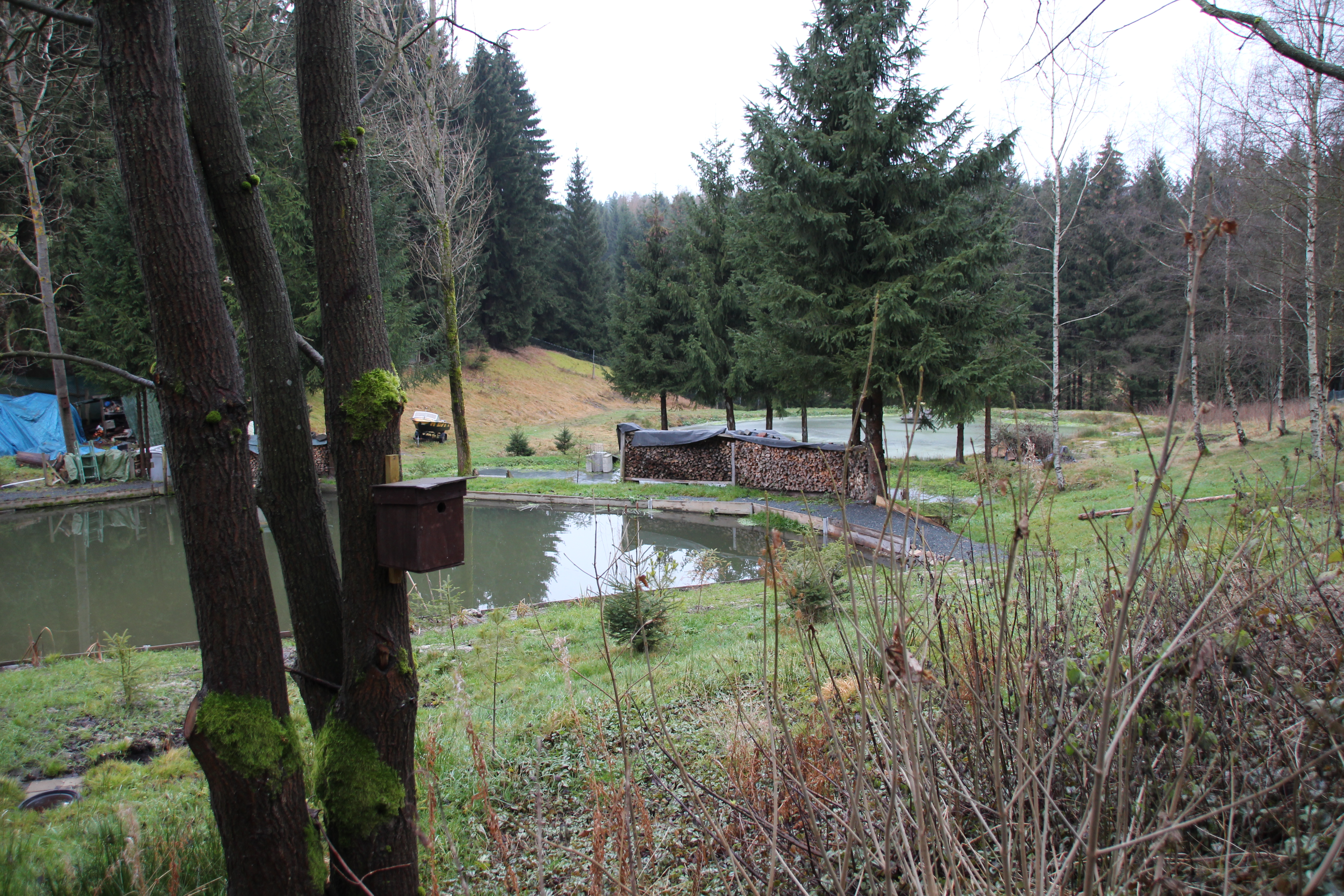
Kleine Teichwirtschaft am Westhang
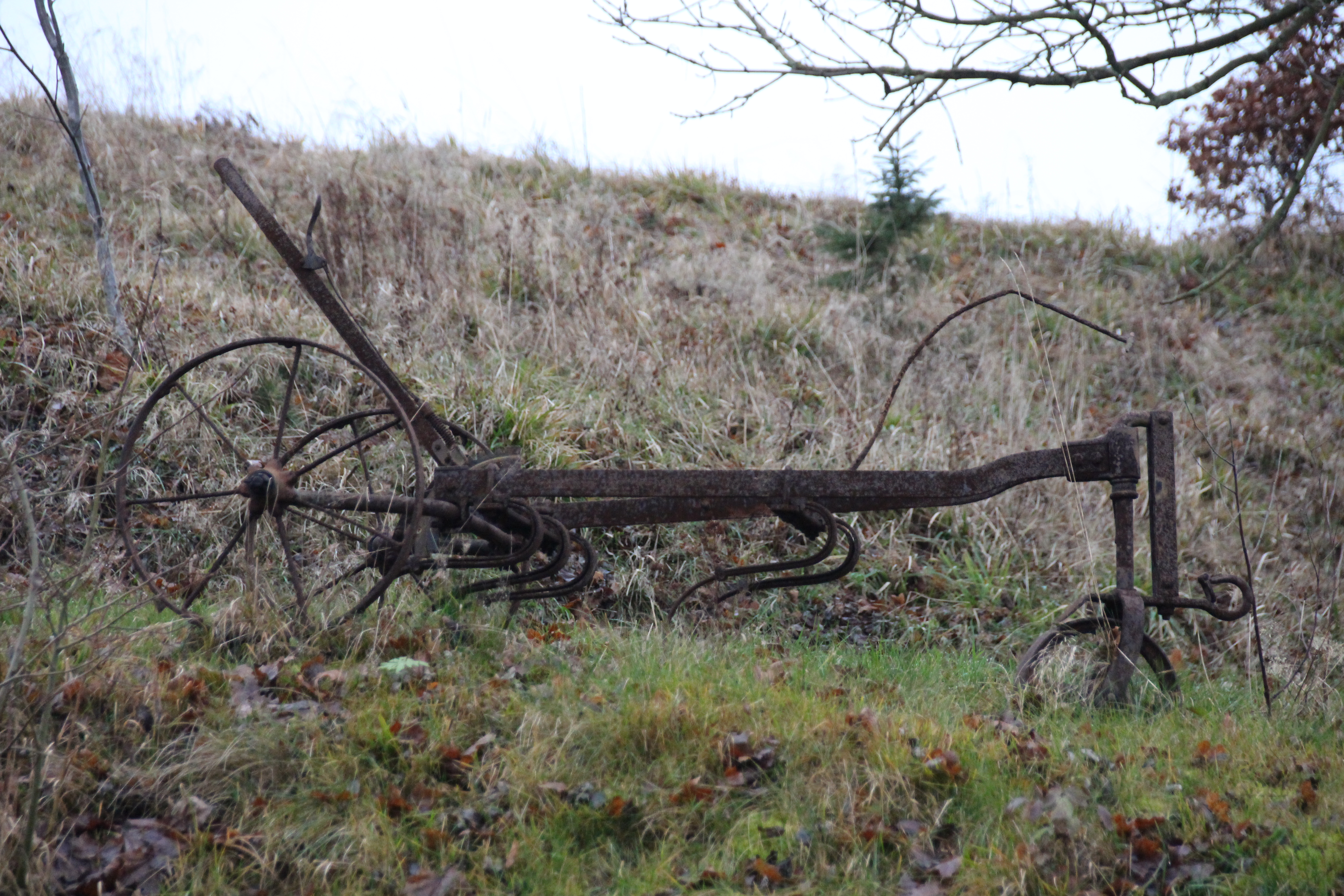
Nicht mehr genutzte landwirtschaftliche Geräte